# Вилдшпице
Вилдшпице ( ; немачки изговор:  ( слушај)) је највиша планина Ецталских Алпа и Северног Тирола, као и друга највиша планина у Аустрији после Гросглокнера. По релативној висини (2261 м) је четврти врх Алпа и петнаести врх Европе.

## Положај
Вилдшпице (у дословном преводу "дивљи врх") се налази на гребену званом Вајскам  (у дословном преводу „бели гребен“) који се спаја са главним ланцем Алпа код Вајскугела (у дословном преводу "бела кугла"). Његов северни и западни бок чине сам крај долине Пиц, док се јужни и источни бок уздижу изнад горњих крајева Ецтала. Планина има два врха, са стеновитим јужним врхом (3768 м или према другим изворима 3770/3774 м   надморске висине) и северним врхом прекривеним фирном на око 3760 м. Планина је са три стране окружена глечерима, од којих је Ташахфернер највећи са површином од 8 км2. 
Поглед са врха ограничен је само закривљеношћу Земље. На истоку се може видети до Гросглокнера, а на западу до Финстерархорна.
Најближа виша планина је Ортлер у Јужном Тиролу која је удаљена 48 ипо километара.

## Успони на врх Вилдшпицеа
Први забележени покушај успона на Вилдшпице извршили су 1847. Херман и Адолф Шлагинтвајт, који су се вероватно попели на коту од 3.552 м на североисточном гребену. Први успешан успон на сам врх био је 1848. године од стране Леандера Клоца и још једног, неименованог локалног фармера. У августу 1857. браћа Никодем, Леандер и Ханс Клоц су се до врха попели са Јозефом Антоном Шпехтом, трговцем из Беча. То је био други забележени успон на врх Вилдшпицеа. 
Северни врх је првобитно био нешто виши (3.776 м), и на њега се 29. августа 1861. попео Леандер Клоц. Међутим, до краја 20. века, топљење снега је спустило северни врх на око 3.765 м. 

## Руте успона
Најчешћи пут до врха је од колибе Бреслауер, којој се прилази из села Вент (1900 мнв). Већина пењача спава у колиби или у шатору и наставља до врха следећег дана (око 4 сата пењања од колибе Бреслауер).
Алтернативни правац иде од Брауншвајгер колибе у области глечера Пицталер. Од колибе рута прелази преко глечера до Мителбергјох-а, а затим прелази подручје испуњено пукотинама глечера Ташахфернер се до врха Вилдшпицеа. Просечно време пењања овом рутом је 6,5 сати.

## Клима
Вилдшпице има климу тундре по Копеновој класификацији климе.
Највећа просечна температура забележена је у јуну месецу (17.8о C), а најнижа у фебруару  (-29.0о C).

## Галерија
- Јужна падина
- Јужни врх
- Западна падина
- Северни врх
- Карта из 1874. године.